# کیت آپتون
کاترین "کیت" آپتون (به انگلیسی: Katherine "Kate" Upton) (زاده ۱۰ ژوئن ۱۹۹۲) مدل و هنرپیشه آمریکایی است.

## زندگی‌نامه
وی از زمان حضورش نسخه لباس شنای اسپورتس ایلوستریتد به شهرت رسید که در آن به عنوان بهترین تازه‌وارد سال (Rookie of the year) معرفی شده بود. همچنین در سال ۲۰۱۲ نیز به عنوان مدل جلد مجله انتخاب شد. همچنین به دلیل شباهت زیادش به مریلین مونرو نام او را بر کیت نهادند.
وی در نظرسنجی که مجله «هالیوود بوز» هر ساله با عنوان «زیباترین زنان دنیا» انجام می‌دهد در سال ۲۰۱۴ رتبه ۲ را با به‌دست آوردن ۷۰۰ هزار رای به خود اختصاص داد.
در تاریخ ۳۱ اوت ۲۰۱۴ در جریان افشای تصاویر برهنه افراد مشهور به خاطر هک شدن برنامه آی‌کلاد شرکت اپل، تعداد زیادی تصاویر برهنه از او در فضای مجازی منتشر شد. در این جریان، بیشترین تصاویر برهنه از او منتشر شد.

## فیلم‌شناسی
| سال  | عنوان               | نقش                 | توضیحات   |
| ---- | ------------------- | ------------------- | --------- |
| ۲۰۱۱ | سرقت از برج         | معشوقه آقای هایتاور | نقش کوتاه |
| ۲۰۱۲ | سه کله‌پوک (فیلم)    | خواهر برنیس         |           |
| ۲۰۱۴ | زن دیگر (فیلم ۲۰۱۴) | امبر                |           |
| ۲۰۱۷ | مرد وحشی            | تالیا               |           |
| ۲۰۱۷ | هنرمند فاجعه        |                     |           |
| ۲۰۱۷ | توقفگاه             | مگ                  |           |

## مجموعه تلویزیونی
| سال  | عنوان            | نقش         | توضیحات                                      |
| ---- | ---------------- | ----------- | -------------------------------------------- |
| ۲۰۱۱ | Tosh.0           | در نقش خودش | "اشکال در دهان گزارشگر" (فصل ۳: قسمت ۱۴)     |
| ۲۰۱۲ | ساتردی نایت لایو | در نقش خودش | "مایا رودولف / سورتمه بلز" (فصل ۳۷: قسمت ۱۵) |